# Masacre de Samashki
La masacre de Samashki (en ruso: Резня в Самашках) ocurrió entre el 7 y el 8 de abril de 1995 en el pueblo de Samashki, en la frontera entre Chechenia e Ingusetia, durante la primera guerra chechena. Numerosos civiles murieron como resultado de una "operación de limpieza" rusa. El incidente atrajo una gran atención en el propio país y en el extranjero.
En marzo de 1996 la Comisión de Derechos Humanos de las Naciones Unidas (UNCHR por sus iniciales en inglés) reportó:

Se ha reportado una masacre de más de 100 personas, principalmente civiles, ocurrida entre el 7 y el 8 de abril de 1995 en el pueblo de Samashki, en el oeste de Chechenia. Según las declaraciones de 128 testigos visuales, soldados Federales atacaron de forma intencionada y arbitraria a civiles y residencias, disparando y quemando viviendas con Lanzallamas. La mayoría de los testigos informó que muchas de las tropas se encontraban borrachas o bajo los efectos de fármacos. Estas abrieron fuego y lanzaron granadas a sótanos y refugios donde residentes, mayoritariamente mujeres, niños y ancianos, habían estado escondiéndose.

Según el Observatorio de Derechos Humanos  (HRW por sus iniciales en inglés), esta fue la mayor masacre civil de la Primera guerra chechena. El Comité Internacional de la Cruz Roja (CICR) anunció que aproximadamente 250 civiles fueron asesinados. Según Amnistía Internacional y el HRW, más de 250 personas fueron asesinadas, mientras los veteranos de Samashki afirman que hasta 300 residentes fueron asesinados durante el ataque.

## Operación
Las fuerzas del Ministerio del Interior de Rusia (identificadas como Brigada Sofrinskaya de las Tropas Internas, el óblast moscovita OMON y el SORB de Oremburgo, algunos policías de Moscú y posiblemente miembros de la unidad antiterrorista Vityaz) empezaron una operación para "limpiar" el pueblo el 7 de abril en el área alrededor de la estación de tren, y entonces, el 8 de abril, a lo largo de todo el pueblo. Según el Teniente general Anatoly Antonov, comandante adjunto de las Fuerzas Internas de Chechenia, fue "la primera operación completamente independiente llevada a cabo por las Tropas Internas". Fue llevada a cabo por la combinación de más de 3000 unidades de las Tropas Internas, incluyendo 350 procedentes de los destacamentos de tormenta. También fueron desplegadas en Samashki tanques, una batería de lanzacohetes múltiples y armas de artillería. La agencia de noticias rusa Interfax reportó que las fuerzas rusas dispararon misiles Uragan y Grad (BM-21).
A pesar de reclamaciones hechas por fuentes militares rusas, la resistencia armada en Samashki no fue de una naturaleza organizada, ya que las principales fuerzas rebeldes chechenas dejaron el pueblo obedeciendo el ultimátum ruso de los generales Antonov, Kulikov y Romanov, acabando el 6 de abril de 1995, para entregar las 264 armas automáticas presuntamente presentes en Samashki (los campesinos había entregado 11 armas automáticas). Antes del ultimátum, Samashki ya había estado bajo asedio por un periodo prolongado de tiempo, y muchos intentos de ataques habían sido llevados a cabo por las fuerzas rusas en diciembre de 1994.
Aun así, la fuerza principal de más de 200 combatientes dejaron a Samashki bajo la presión de los veteranos campesinos que querían que el pueblo se salvase. Estos mismos veteranos y el mulá del pueblo la mañana del 7 de abril cuando volvían de las negociaciones antes del ataque federal. El comando militar anunció que fueron los separatistas quienes dispararon a los veteranos. No obstante, una milicia campesina  ligeramente armada de unos 40 combatientes, todos residentes locales, opusieron resistencia a las Fuerzas Internas rusas, y una batalla se produjo. Un grupo de 12 combatientes inmediatamente salió de la aldea, mientras los demás grupos dejaron fuera de combate un tanque ruso y dos vehículo blindados antes de retirarse también.
Hubo bajas por parte de ambos bandos; dos soldados rusos y cuatro combatientes locales presuntamente murieron en combate. Debido a diversas mina terrestres, varios vehículos armados rusos se perdieron durante la batalla.
El número de bajas entre las fuerzas internas rusas divulgado por los comandantes rusos y los portavoces varía considerablemente, variando de ningún muerto y 14 heridos a 16 muertos y 44 heridos, incluyendo al Capitán Viktor Adamishin, a quien se le otorgó de forma póstuma el título de Héroe de la Federación rusa. Según Stanislav Govorukhin de la comisión parlamentaria rusa, unas 350 tropas rusas resultaron heridas y hubo 16 muertos, del total de  aproximadamente 350 que participaron en la operación de combate (significando que todos los participantes sufrieron heridas), mientras que un informe más tardío no menciona el número de 350 heridos. Los oficiales federales también reclamaron que 120 combatientes "pro-Dudáyev" fueron asesinados en el pueblo y que unos 150 sospechosos fueron detenidos. La Agencia de Telégrafo de la Información de Rusia citó a Vladimir Vorozhtsov, jefe portavoz de la orden rusa regional, cuando negaba cualquier número grande de muertes civiles. En el mismo informe, no obstante, el general Anotonov fue citado cuando dijo que "muchos" civiles habían sido asesinados en Samashki, pero habían supuestamente matados por combatientes chechenos.
En la rueda de prensa de mayo de 1995, el general Kulikov dijo: "Esto es la guerra. Abrieron fuego contra nosotros. Nosotros no disparamos primero. Es cierto que 120 residentes murieron, pero eran personas  quién se resistieron y nos combatieron."

## Crímenes de guerra
En 1996, la asociación rusa Memorial compiló una lista incompleta de 103, en su mayoría hombres, aldeanos confirmados muertos. Su estimación mínima del número general de fallecidos fue de 112 a 144 personas (en 2008, el líder de Memorial Oleg Orlov, que entró en Samashki poco después de los acontecimientos ocurridos entre el 7 y el 8 de abril, dijo que vio casi 150 cadáveres), incluyendo algunos residentes étnicos rusos. Las tropas rusas quemaron intencionalmente muchos cuerpos, ya fuera tirándolos a casas en llamas o incendiándolos. Muchos de los cadáveres quemados no pudieron ser identificados y no están en la lista. La mayoría de los muertos fueron ejecutados sumariamente durante las búsquedas de casa en casa. Las víctimas, que incluían veteranos chechenos de la Segunda Guerra Mundial  y al menos tres (cuatro según la comisión de Ingush) rusos de origen étnico, fueron ejecutadas por disparos a distancia o asesinados con granadas que se lanzaron a sótanos, pero algunos fueron golpeados hasta la muerte. Al parecer, varias de las otras víctimas fueron quemadas vivas o disparadas mientras intentaban escapar de las casas en llamas. De los fallecidos restantes, 29 fueron declarados muertos por causas posiblemente relacionadas con el combate (como la artillería y el fuego de tanques, ocurridos desde la noche del 6 de abril, o el incendio de vehículos blindados).
La población masculina de la aldea fue detenida indiscriminadamente en grupos de cientos y llevada al "campo de filtración" en la ciudad de Mozdok en Osetia del Norte o al centro de detención temporal en la cercana aldea chechena de Assinovskaya (algunos de ellos fueron ejecutados durante la marcha mientras estaban atados a los vehículos blindados). Allí, los detenidos fueron golpeados y maltratados, y muchos de ellos fueron torturados; la mayoría de los que sobrevivieron fueron puestos en libertad después de unos días. Los asesinatos y la redada estuvieron acompañados de una destrucción masiva y arbitraria de bienes por parte de las tropas rusas, así como de numerosos informes de robo y saqueo. Cientos de edificios fueron destruidos (375 según la audiencia del Congreso de los Estados Unidos de Sergei Kovalev del 1 de mayo de 1995) o gravemente dañados. La mayoría de los hogares de la aldea fueron destruidos en un incendio premeditado por las tropas rusas; incluso explotaron la escuela local donde las tropas estaban acuarteladas al salir de la aldea.

## Consecuencias
Hasta el 10 de abril no se permitió a los aldeanos sacar a sus heridos, mientras que a los médicos y a los representantes del CICR se les negó la entrada a la aldea (la Cruz Roja estaba autorizada a entrar solo el 27 de abril); por consiguiente, al menos 13 de los heridos murieron por falta de asistencia médica. Del 10 al 15 de abril solo se permitió a las mujeres chechenas atravesar el cordón militar fuera de la aldea. Cuando se permitió a los reporteros occidentales entrar en Samashki por primera vez desde el asalto del 14 de abril, encontraron la aldea "llena de cuerpos en descomposición".

## Reacción
En el momento del incidente, el presidente ruso Boris Yeltsin comparó a los chechenos con los nazis durante el 50 aniversario de la victoria de la Unión Soviética en la Segunda Guerra Mundial. La noticia de la masacre avergonzó a los invitados extranjeros de Yeltsin, incluidos Bill Clinton y John Major. La Unión Europea expresó su preocupación por el incidente, mientras que Washington había advertido que los acontecimientos de Chechenia podían destruir el evento del aniversario.
El miembro de la Duma Estatal Anatoly Shabad [ru], que fue contrabandeado a la aldea por mujeres chechenas, comparó las tropas rusas con los escuadrones de exterminio nazis: "Lo que pasó allí fue una operación punitiva a gran escala destinada a destruir la población. No hubo resistencia organizada en Samashki. Seguramente fue planeado con la idea de matar al mayor número de personas posible, para lograr un efecto amenazador". El jefe del Departamento de Estudios Caucásicos de la Academia Rusa de Ciencias Sergei Arutiunov [ru] comparó la masacre con la de "Khatyn en Bielorrusia, Lidice en Checoslovaquia" y dijo que el nombre Samashki "suena más siniestro que My Lai en Vietnam". El periódico en inglés The Moscow News escribió en una editorial: "Lo que los rusos hicieron en Samashki es lo que los alemanes nos hicieron durante toda la guerra [refiriéndose a la Segunda Guerra Mundial], pero los rusos hicieron esto a su propio pueblo. Y eso es imperdonable. Lo que sucedió en Samashki durante esos días tiene solo una definición: Genocidio". Por otro lado, Stanislav Govorukhin de la comisión oficial dijo que "nada antiético" ha sucedido en Samashki.
La brutalidad mostrada en Samashki por las fuerzas internas rusas logró aterrorizar a muchos en Chechenia. Poco después, pueblos y aldeas vecinas capitularon a las fuerzas federales.

## Testigos
Un cirujano checheno, Khassan Baiev, trató a heridos en Samashki inmediatamente después de la operación y describió la escena en su libro:

Decenas de cadáveres carbonizados de mujeres y niños yacían en el patio de la mezquita, que había sido destruido. Lo primero en lo que mis ojos se fijaron fue el cuerpo quemado de un bebé, acostado en posición fetal... Una mujer con ojos salvajes con un bebé muerto en brazos emergió del interior de una casa. Camiones con cuerpos apilados en la parte trasera rodaban por las calles hacia el cementerio.Mientras trataba a los heridos, escuché historias de hombres jóvenes -amordazados y atormentados- arrastrados con cadenas detrás de vehículos de transporte de personal. Oí hablar de aviadores rusos que arrojaron prisioneros chechenos, gritando, de sus helicópteros. Había violaciones, pero era difícil saber cuántas porque las mujeres estaban demasiado avergonzadas para denunciarlas. Una niña fue violada frente a su padre. Escuché un caso en el que un mercenario agarró a un bebé recién nacido, lo tiró como una pelota para luego dispararlo ya muerto en el aire. Al salir de la aldea para el hospital en Grozny, pasé delante de un vehículo de transporte blindado ruso con la palabra SAMASHKI escrita a su lado en letras negras y anchas. Miré en mi espejo retrovisor y para mi horror vi un cráneo humano montado en la parte delantera del vehículo. Los huesos eran blancos; alguien debía haber hervido el cráneo para quitar la carne.

## Lectura adicional
- Diario de Chechenia: Historia de un corresponsal de guerra, de Thomas Goltz (muestra)
- El juramento: un cirujano bajo el fuego de Khassan Baiev
- Por todos los medios disponibles: Operación del Ministerio del Interior de la Federación de Rusia en la aldea de Samashki archivada el 13 de agosto de 2007, en la Wayback Machine, de Sergei Kovalev (Memorial)